# Argaios II.
Argaios II. (altgriechisch Ἀργαῖος Argaíos) war der Sohn des Pausanias. Mit Hilfe der Illyrer vertrieb er Amyntas III. aus Makedonien und regierte hier für zwei Jahre. Mit thessalischer Unterstützung konnte Amyntas III. dann einen Teil seines Landes zurückerobern und Argaios II. vom Thron entfernen.
359 v. Chr., nach dem Tode Perdikkas III., erhob Argaios das Anrecht auf den Thron und sammelte ein Heer. Unterstützung erhielt er hierbei durch die Athener, die ihm den Feldherrn Mantias mit 3000 Hopliten schickten. Bei dem Versuch Aigai zu erobern wurde er abgewehrt und bei dem Rückzug nach Methone von Philipp II. besiegt.